# Ricardo Verde Rubio
Ricardo Verde Rubio (Valencia, 23 de julio de 1876 - 29 de marzo de 1954) fue un pintor español. 

## Biografía
Nació en la calle San Ramón n.º 5, en pleno centro del barrio del Carmen de Valencia. Fue un pintor de carácter retraído y solitario, atribuyéndose a estas peculiaridades su escaso interés por la vida social, por acudir a exposiciones y manifestaciones artísticas, incluso por exponer su propia obra.
Pronto empezó a hacer retratos y autorretratos, con una insistencia obsesiva hasta que unos y otros acaban por ocupar una amplia parcela de su producción. Su repertorio se amplió a todos los géneros, desde retratos, a bodegones, pasando por el paisaje y la figura, desnudos de clásica hechura inspirados en Tiziano, todo ello sin abandonar el influjo sorollista que seguirá practicando durante toda su vida. Fue profesor y académico de la Academia de Bellas Artes de San Carlos, viviendo entre los encargos de retratos y la pedagogía.